# Christus Koningkerk (Hollebeek)

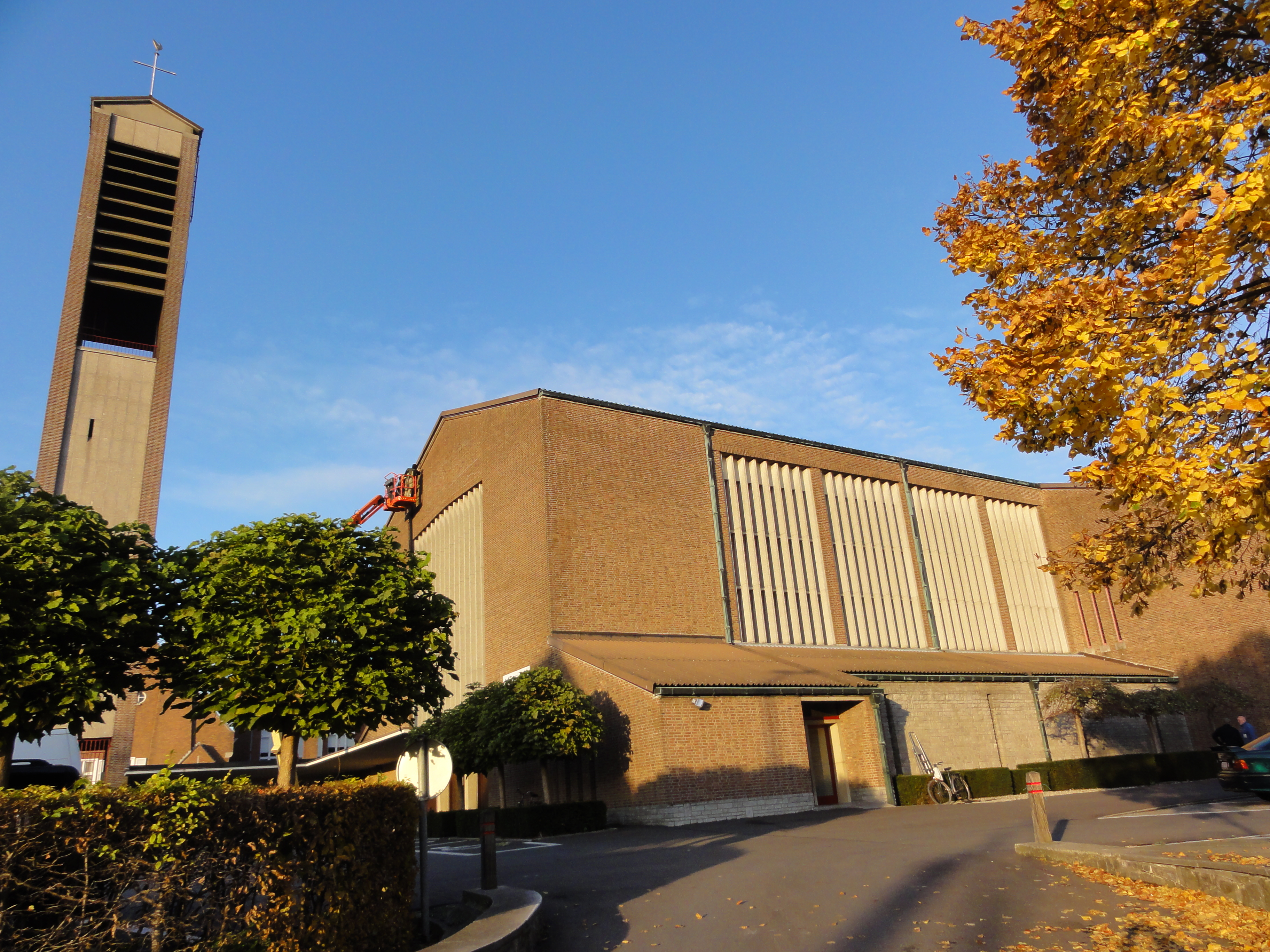
Christus Koningkerk

De Christus Koningkerk is de parochiekerk van de tot de Oost-Vlaamse plaats Temse behorende wijk Hollebeek, gelegen aan de Prinsenlaan 2.
In 1952 werd Hollebeek een zelfstandige parochie, omdat er veel woningbouw in deze wijk plaats vond. Men kerkte voorlopig echter in een noodkerk, bestaande uit enkele Amerikaanse legerbarakken. Een definitieve kerk werd gebouwd vanaf 1961 en ingewijd in 1963. De laatste Mis in deze kerk werd opgedragen in 2016.
Het betreft een zaalkerk, uitgevoerd in de stijl van het naoorlogs modernisme. Daarbij is baksteen en beton aangewend. Er is een losstaande klokkentoren, gebouwd uit dezelfde materialen.
In 2019 werd een herbestemming van de kerk in studie genomen.